# MTLS-1G14
MTLS-1G14 (аббр. от Medium Tank Light Series, с англ. — «средний танк лёгкой серии») — «средний тяжёлый танк» (англ. medium heavy tank, по классификации изготовителя) со спаренной 37-мм автоматической пушкой, выпускавшийся компанией Marmon-Herrington на экспорт в 1942—1943 гг.

## История
Основным заказчиком выступала Голландия, — Государственная комиссия по закупкам вооружений Голландии изначально разместила заказ на 200 машин, из которых в итоге поставлено было только 19. Этими танками планировалось оснастить колониальные войска в Голландской Ост-Индии. В связи со вступлением США во Вторую мировую войну, выполнение экспортных заказов было приостановлено по решению Министерства вооружений США, которое выступило в роли гос заказчика в апреле 1943 г., назначив опытные образцы танков для прохождения войсковых испытаний с перспективой их серийного производства для нужд Вооружённых сил США. Однако, по итогам государственных испытаний, танк был признан уступающим другим опытным образцам по целому ряду технических параметров, в связи с чем от его закупки для США отказались.

## Тактико-технические характеристики
- Общие сведения

- боевая масса (по разным данным) — 16,308 ÷ 21

- Габаритные характеристики

- длина, мм — 4572
- ширина, мм — 2642
- высота, мм — 2565
- клиренс, мм — 457

- Броня

- лоб корпуса, мм/град. — 38,1
- борт корпуса, мм/град. — 25,4
- корма корпуса, мм/град. — 25,4
- крыша корпуса, мм/град. — 12,7
- днище, мм/град. — 12,7
- лоб башни, мм/град. — 38,1
- борт башни, мм/град. — 38,1
- корма башни, мм/град. — 38,1
- крыша башни, мм/град. — 12,7

- Вооружение

- калибр, марка и тип пушки — 2 × 37-мм автоматическая пушка AAC Type F
- длина ствола, кал. — 4прицел — телескопический
- пулемёты — 5 или 6 × 7,62-мм Colt-Browning M1919A4

- Ходовые качества

- тип, марка двигателя — Hercules HXE, 6-цилиндровый, карбюраторный, воздушного охлаждения
- мощность двигателя, кВт — 238 ÷ 240
- подвеска — четыре обрезиненных опорных катка на борт, сблокированных попарно, два поддерживающих катка, ленивец, ведущее колесо переднего расположения со съемными зубчатыми венцами; подвеска на вертикальных буферных пружинах
- скорость по шоссе, км/ч — 42